# Cyril McLaglen
Cyril McLaglen (Londra, 9 settembre 1899 – Perris, 11 luglio 1987) è stato un attore britannico.

## Biografia
Era fratello degli attori Victor, Clifford, Kenneth, Arthur e Leopold McLaglen e zio del regista e produttore Andrew V. McLaglen.

## Filmografia
- The Call of the Road, regia di A.E. Coleby (1920)
- The Island of Despair, regia di Henry Edwards (1926)
- Hindle Wakes, regia di Maurice Elvey (1927)
- Madame Pompadour, regia di Herbert Wilcox (1927)
- Boadicea, regia di Sinclair Hill (1927)
- The Flight Commander, regia di Maurice Elvey (1927)
- Quinneys, regia di Maurice Elvey (1927)
- The Arcadians, regia di Victor Saville (1927)
- Balaclava la valle della morte (Balaclava), regia di Maurice Elvey e Milton Rosmer (1928)
- La fortezza ardente (Tommy Atkins), regia di Norman Walker (1928)
- Underground, regia di Anthony Asquith (1928)
- You Know What Sailors Are, regia di Maurice Elvey (1928)
- Lost Patrol, regia di Walter Summers (1929)
- Alf's Button, regia di W.P. Kellino (1930)
- Suspense, regia di Walter Summers (1930)
- Bed and Breakfast, regia di Walter Forde (1930)
- No Lady, regia di Lupino Lane (1931)
- Down River, regia di Peter Godfrey (1931)
- La trovatella (The Brat), regia di John Ford (1931) – Non accreditato
- Josser Joins the Navy, regia di Norman Lee (1932)
- Verdict of the Sea, regia di Frank Miller e Sidney Webber Northcote (1932)
- Money for Speed, regia di Bernard Vorhaus (1933)
- The Fear Ship, regia di J. Steven Edwards (1933)
- A Royal Demand, regia di Gustav A. Mindzenti (1933)
- The Secret of the Loch, regia di Milton Rosmer (1934) – Non accreditato
- The Band Plays On, regia di Russell Mack (1934) – Non accreditato
- Sogno di prigioniero (Peter Ibbetson), regia di Henry Hathaway (1935) – Non accreditato
- Le quattro perle (Whipsaw), regia di Sam Wood (1935) – Non accreditato
- Le due città (A Tale of Two Cities), regia di Jack Conway (1935) – Non accreditato
- Maria di Scozia (Mary of Scotland), regia di John Ford (1936)
- L'aratro e le stelle (The Plough and the Stars), regia di John Ford (1936)
- Toilers of the Sea, regia di Ted Fox e Selwyn Jepson (1936)
- Alle frontiere dell'India (Wee Willie Winkie), regia di John Ford (1937)
- Il giuramento dei quattro (Four Men and a Prayer), regia di John Ford (1938) – Non accreditato
- Lungo viaggio di ritorno (The Long Voyage Home), regia di John Ford (1940)
- Avventura a Bombay (They Met in Bombay), regia di Clarence Brown (1941) – Non accreditato
- Il dottor Jekyll e Mr. Hyde (Dr. Jekyll and Mr. Hyde), regia di Victor Fleming (1941) – Non accreditato
- Il figlio della furia (Son of Fury: The Story of Benjamin Blake), regia di John Cromwell (1942) – Non accreditato
- Vento selvaggio (Reap the Wild Wind), regia di Cecil B. DeMille (1942) – Non accreditato
- Il cigno nero (The Black Swan), regia di Henry King (1942) – Non accreditato
- Prigionieri del passato (Random Harvest), regia di Mervyn LeRoy (1942) – Non accreditato
- I tre soldati (Soldiers Three), regia di Tay Garnett (1951) – Non accreditato